# Prix Cholmondeley
Le Cholmondeley Award est un prix littéraire, remis chaque année par la Society of Authors de Grande-Bretagne, qui récompense, depuis 1966, les poètes sélectionnés par le comité de la société pour l'ensemble de leur œuvre et leur contribution à la poésie. Le prix a été créé grâce à un don de Sybil Cholmondeley, veuve du Marquis de Cholmondeley, en 1966. Depuis 1991, le prix peut être remis chaque année à quatre poètes. Sa valeur totale est de 8 000 £.

## Liste des lauréats
| Année | Lauréats           | Lauréats            | Lauréats              | Lauréats            | Lauréats      | Lauréats       |
| ----- | ------------------ | ------------------- | --------------------- | ------------------- | ------------- | -------------- |
| 1966  | Ted Walker         | Stevie Smith        |                       |                     |               |                |
| 1967  | Seamus Heaney      | Brian Jones         | Norman Nicholson      |                     |               |                |
| 1968  | Harold Massingham  | Edwin Morgan        |                       |                     |               |                |
| 1969  | Derek Walcott      | Tony Harrison       |                       |                     |               |                |
| 1970  | Kathleen Raine     | Douglas Livingstone | Edward Brathwaite     |                     |               |                |
| 1971  | Charles Causley    | Gavin Ewart         | Hugo Williams         |                     |               |                |
| 1972  | Molly Holden       | Tom Raworth         | Patricia Whittaker    |                     |               |                |
| 1973  | Patric Dickinson   | Philip Larkin       |                       |                     |               |                |
| 1974  | D. J. Enright      | Vernon Scannell     | Alasdair Maclean      |                     |               |                |
| 1975  | Jenny Joseph       | Norman MacCaig      | John Ormond           |                     |               |                |
| 1976  | Peter Porter       | Fleur Adcock        |                       |                     |               |                |
| 1977  | Peter Bland        | George MacBeth      | James Simmons         | Andrew Waterman     |               |                |
| 1978  | Christopher Hope   | Leslie Norris       | Peter Reading         | D. M. Thomas        | R. S. Thomas  |                |
| 1979  | Alan Brownjohn     | Andrew Motion       | Charles Tomlinson     |                     |               |                |
| 1980  | George Barker      | Terence Tiller      | Roy Fuller            |                     |               |                |
| 1981  | Roy Fisher         | Robert Garioch      | Charles Boyle         |                     |               |                |
| 1982  | Basil Bunting      | Herbert Lomas       | William Scammell      |                     |               |                |
| 1983  | John Fuller        | Craig Raine         | Anthony Thwaite       |                     |               |                |
| 1984  | Michael Baldwin    | Michael Hofmann     | Carol Rumens          |                     |               |                |
| 1985  | Dannie Abse        | Peter Redgrove      | Brian Taylor          |                     |               |                |
| 1986  | Lawrence Durrell   | James Fenton        | Selima Hill           |                     |               |                |
| 1987  | Wendy Cope         | Matthew Sweeney     | George Szirtes        |                     |               |                |
| 1988  | John Heath-Stubbs  | Sean O'Brien        | John Whitworth        |                     |               |                |
| 1989  | Peter Didsbury     | Douglas Dunn        | E. J. Scovell         |                     |               |                |
| 1990  | Kingsley Amis      | Elaine Feinstein    | Michael O'Neill       |                     |               |                |
| 1991  | James Berry        | Sujata Bhatt        | Michael Hulse         | Derek Mahon         |               |                |
| 1992  | Allen Curnow       | Donald Davie        | Carol Ann Duffy       | Roger Woddis        |               |                |
| 1993  | Patricia Beer      | George Mackay Brown | P. J. Kavanagh        | Michael Longley     |               |                |
| 1994  | Ruth Fainlight     | Gwen Harwood        | Elizabeth Jennings    | John Mole           |               |                |
| 1995  | U. A. Fanthorpe    | Christopher Reid    | C. H. Sisson          | Kit Wright          |               |                |
| 1996  | Elizabeth Bartlett | Dorothy Nimmo       | Peter Scupham         | Iain Crichton Smith |               |                |
| 1997  | Alison Brackenbury | Gillian Clarke      | Tony Curtis           | Anne Stevenson      |               |                |
| 1998  | Roger McGough      | Robert Minhinnick   | Anne Ridler           | Ken Smith           |               |                |
| 1999  | Vicki Feaver       | Geoffrey Hill       | Elma Mitchell         | Sheenagh Pugh       |               |                |
| 2000  | Alistair Elliot    | Michael Hamburger   | Adrian Henri          | Carole Satyamurti   |               |                |
| 2001  | Ian Duhig          | Paul Durcan         | Kathleen Jamie        | Grace Nichols       |               |                |
| 2002  | Moniza Alvi        | David Constantine   | Liz Lochhead          | Brian Patten        |               |                |
| 2003  | Ciaran Carson      | Michael Donaghy     | Lavinia Greenlaw      | Jackie Kay          |               |                |
| 2004  | John Agard         | Ruth Padel          | Lawrence Sail         | Eva Salzman         |               |                |
| 2005  | Jane Duran         | Christopher Logue   | M. R. Peacocke        | Neil Rollinson      |               |                |
| 2006  | Alan Jenkins       | Mimi Khalvati       | Jo Shapcott           |                     |               |                |
| 2007  | Judith Kazantzis   | Robert Nye          | Penelope Shuttle      |                     |               |                |
| 2008  | John Burnside      | John Greening       | David Harsent         | Sarah Maguire       |               |                |
| 2009  | Bernard O'Donoghue | Alice Oswald        | Fiona Sampson         | Pauline Stainer     |               |                |
| 2010  | Gillian Allnutt    | Colette Bryce       | Gwyneth Lewis         | Deryn Rees          |               |                |
| 2011  | Imtiaz Dharker     | Michael Haslam      | Lachlan Mackinnon     |                     |               |                |
| 2012  | Christine Evans    | Don Paterson        | Peter Riley           | Robin Robertson     |               |                |
| 2013  | Simon Armitage     | Paul Farley         | Lee Harwood           | Medbh McGuckian     |               |                |
| 2014  | W. N. Herbert      | Jeremy Hooker       | John James            | Glyn Maxwell        | Denise Riley  |                |
| 2015  | Patience Agbabi    | Brian Catling (en)  | Christopher Middleton | J. H. Prynne        | Pascale Petit |                |
| 2016  | Maura Dooley       | David Morley        | Peter Sansom          | Iain Sinclair       |               |                |
| 2017  | Caroline Bergvall  | Sasha Dugdale       | Philip Gross          | Paula Meehan        |               |                |
| 2018  | Vahni Capildeo     | Kate Clanchy        | Linton Kwesi Johnson  | Daljit Nagra        | Zoë Skoulding |                |
| 2019  | Malika Booker      | Fred D'Aguiar       | Allen Fisher          | Jamie McKendrick    |               |                |
| 2020  | Bhanu Kapil        | Alec Finlay (en)    | Linda France (en)     | Hannah Lowe (en)    | Rod Mengham   | Surya Raghuram |